# Crotalaria lanata
Crotalaria lanata är en ärtväxtart som beskrevs av Richard Henry Beddome. Crotalaria lanata ingår i släktet sunnhampor, och familjen ärtväxter. Inga underarter finns listade i Catalogue of Life.